# Ромулус (Мичиген)
Ромулус (Мичиген) (енгл. Romulus) град је у америчкој савезној држави Мичиген. По попису становништва из 2010. у њему је живело 23.989 становника.

## Демографија
Према попису становништва из 2010. у граду је живело 23.989 становника, што је 1.010 (4,4%) становника више него 2000. године.
| Група             | 2000.          | 2010.          |
| Белци             | 14.773 (64,3%) | 11.752 (49,0%) |
| Афроамериканци    | 6.891 (30,0%)  | 10.327 (43,0%) |
| Азијати           | 135 (0,6%)     | 259 (1,1%)     |
| Хиспаноамериканци | 463 (2,0%)     | 730 (3,0%)     |
| Укупно            | 22.979         | 23.989         |